# Elecciones municipales de Venezuela de 2006
Elecciones para los municipios Carrizal del estado Miranda, Miranda del estado Trujillo, Nirgua del estado Yaracuy y Miranda del estado Zulia tuvieron lugar en 2006, donde candidatos de Acción Democrática, PODEMOS, FUR 25EN y el Movimiento V República fueron elegidos como alcaldes respectivamente. Los comicios para elegir a los alcaldes de los municipios Carrizal y Nirgua tuvieron lugar el 21 de mayo.